# Cuerpo de Ejército del Maestrazgo
El Cuerpo de Ejército del Maestrazgo fue una unidad militar existente en la guerra civil española que formó parte del Ejército del Norte agrupando parte de las tropas del bando sublevado. Fue creado el 25 de agosto de 1938. La unidad estuvo bajo el mando del general de brigada Rafael García-Valiño y Marcén y tomó parte en las campañas del Ebro y Cataluña.

## Historial
Sus orígenes hay que encontrarlos en la denominada Agrupación de Enlace del General García-Valiño, un batiburrillo de unidades que tuvo una destacada actuación durante la Ofensiva del Levante. La Agrupación de Enlace coopera con el Cuerpo de Ejército de Galicia del general Antonio Aranda, el Cuerpo de Ejército de Castilla del general Enrique Varela y el Cuerpo de Ejército de Navarra del general Solchaga, con la misión de atravesar el Maestrazgo y alcanzar Valencia. No obstante, García Valiño se vio detenido a las afueras de Castellón de la Plana por las tropas republicanas de Gustavo Durán y Menéndez López.
Después de este fracaso en Levante, las tropas de García Valiño son enviadas al Frente del Ebro para hacer frente a la ofensiva republicana del Coronel Modesto. En agosto estas fuerzas formaron el nuevo Cuerpo de ejército del Maestrazgo, que quedó compuesta, por las divisiones 74.ª, 84.ª, 13.ª y 1.ª de Navarra. El 3 de septiembre, junto a las tropas del Cuerpo de Ejército Marroquí del general Juan Yagüe, las fuerzas de valiño lanzaron un costoso contraataque que avanzó unos cuantos kilómetros con un elevado saldo de muertos y heridos. No obstante, logran aliviar el Asedio republicano sobre Gandesa que venía dándose desde el mes de julio y reconquistar la destruida localidad de Corbera. A comienzos de noviembre tiene lugar la última y definitiva contraofensiva: después de una larga y sangrienta logra imponerse y que el Ejército Popular republicano cruce el río de vuelta.
En diciembre de 1938 participa en la ruptura del Frente del Segre y más adelante en la Ofensiva de Cataluña que le lleva hasta la Frontera Francesa. En marzo participa en la Ofensiva final, que le lleva hasta Ciudad Real y el final de la contienda. En abril de 1939, ya terminada la guerra, esta unidad se hace cargo de la gestión de ocho campos de concentración situados en la provincia de Ciudad Real, cada uno de los cuales contaba con su propio Tribunal Provisional de Clasificación de prisioneros republicanos, constituidos dichos tribunales por personal de la 1.ª División de Navarra y de la 84.ª División del Ejército Franquista.

## Orden de batalla
| Fecha             | Ejército adscrito  | Frente de batalla | Divisiones integradas  |
| Agosto de 1938    | Ejército del Norte | Ebro              | 74.ª, 84.ª, 13.ª y 1.ª |
| Diciembre de 1938 | Ejército del Norte | Segre             | 1.ª, 82.ª, 84.ª        |